# 海哺乳动物布达布斯菌
海哺乳动物布达布斯菌（学名：Boudabousia marimammalium）前称海哺乳动物放线菌，是布达布斯菌属的下属物种。此物种是一种革兰氏阳性、过氧化氢酶阴性、非运动性、微需氧且嗜温的杆状细菌。它最早从两只死海豹和一只海豚身上采集的样本中分离出来，是一种动物病原体。